# (38290) 1999 RY71
1999 RY71 (asteroide 38290) é um asteroide da cintura principal. Possui uma excentricidade de 0.08756730 e uma inclinação de 9.63181º.
Este asteroide foi descoberto no dia 7 de setembro de 1999 por LINEAR em Socorro.